# Rafael Carrera y Turcios
José Rafael Carrera Turcios (ur. 24 października 1814, zm. 14 kwietnia 1865), prezydent Gwatemali od 4 grudnia 1844 do 16 sierpnia 1848, oraz od 6 listopada 1851 do śmierci.
Metys, pasterz, później handlarz świń, szef jednego z oddziałów grabarzy, chowających ciała umarłych podczas gigantycznej epidemii cholery, fanatyczny wyznawca gwatemalskiego Kościoła katolickiego, która to instytucja, uprzedzona do reform oświatowych i programu ześwieczczenia państwa José Mariano Gálveza, obarczała demokratów i liberałów o szerzenie zarazy - Carrera stanął na czele przewrotu, przyczynił się do oderwania w 1838 Gwatemali od federacji i ogłosił się prezydentem. Do końca życia pozostał jednak analfabetą i alkoholikiem, a jego rządy charakteryzowały masowe egzekucje. W 1859 przekazał Wielkiej Brytanii prowincję Belize (stanowiła wtedy jedną piątą powierzchni kraju). Zmarł na skutek przepicia.